# Джартай
Джартай (кит. 吉兰泰镇, пін. Jílántài Zhèn) — містечко у КНР, хошун Алашань – Лівий стяг автономії Внутрішня Монголія.

## Географія
Джартай розташовується у пустелі Улан-Бух..

### Клімат
Містечко знаходиться у зоні, котра характеризується кліматом тропічних пустель. Найтепліший місяць — липень із середньою температурою 25 °C (77 °F). Найхолодніший місяць — січень, із середньою температурою -9.4 °С (15 °F).
| Клімат Джартая          | Клімат Джартая | Клімат Джартая | Клімат Джартая | Клімат Джартая | Клімат Джартая | Клімат Джартая | Клімат Джартая | Клімат Джартая | Клімат Джартая | Клімат Джартая | Клімат Джартая | Клімат Джартая | Клімат Джартая |
| Показник                | Січ.           | Лют.           | Бер.           | Квіт.          | Трав.          | Черв.          | Лип.           | Серп.          | Вер.           | Жовт.          | Лист.          | Груд.          | Рік            |
| Середній максимум, °C   | −2             | 2              | 10             | 19             | 26             | 30             | 32             | 30             | 24             | 17             | 7              | 0              | 16             |
| Середня температура, °C | −9             | −5             | 2              | 10             | 18             | 23             | 25             | 23             | 17             | 9              | 0              | −7             | 8              |
| Середній мінімум, °C    | −16            | −12            | −5             | 2              | 10             | 15             | 18             | 16             | 10             | 2              | −6             | −13            | 1              |
| Норма опадів, мм        | 1              | 1              | 2              | 5              | 7              | 13             | 23             | 33             | 12             | 5              | 2              | 0              | 104            |
| ----------------------- | -------------- | -------------- | -------------- | -------------- | -------------- | -------------- | -------------- | -------------- | -------------- | -------------- | -------------- | -------------- | -------------- |
| Джерело: Weatherbase    |                |                |                |                |                |                |                |                |                |                |                |                |                |